# 1431년

## 연호
- 명(明) 선덕(宣德) 6년
- 일본(日本) 에이쿄(永享) 3년
- 후 레 왕조(後黎朝) 투언티엔(順天) 4년

## 기년
- 명(明) 선종 선덕제(宣宗 宣德帝) 6년
- 조선(朝鮮) 세종(世宗) 13년
- 후 레 왕조(後黎朝) 태조(太祖) 4년

## 사건
- 음력 3월 17일 - 조선에서 《태종실록》이 완성되었다.[1]
- 음력 4월 21일 - 조선에서 첫 소방대가 창설이 되었다.

## 문화
- 음력 4월 18일 - 광화문 완공.

## 탄생
- 1월 1일 - 제214대 로마 교황 교황 알렉산데르 6세. (~1503년)

## 사망
- 5월 30일 - 프랑스의 영웅 잔 다르크. (1412년~)

## 참고 문헌
- 춘추관 관원들 (1454). 《세종실록》.